# Bujumbura City FC
Der Bujumbura City Football Club ist ein burundischer Fußballverein mit Sitz in der Stadt Bujumbura. Aktuell spielt der Verein in der zweiten Liga, der Ligue B.

## Geschichte
Der Verein wurde 2011 als Les Guêpiers du Lac gegründet. 2014 wurde er in Bujumbura City FC umbenannt.

## Stadion
Der Verein trägt seine Heimspiele im Stade Urunani in Cibitoke aus. Das Stadion hat ein Fassungsvermögen von 7000 Personen.

## Trainer
| Trainer           | Nation  | von               | bis |
| ----------------- | ------- | ----------------- | --- |
| Olivier Niyungeko | Burundi | 10. November 2022 |     |